# Оспісіо Кабаньяс
Оспісіо Кабаньяс (ісп. Hospicio Cabañas) — найстаріший комплекс лікарні в Латинській Америці, розташований у місті Гвадалахарі, штат Халіско, Мексика, зараз об'єкт Світової спадщини.
Комплекс був заснований в 1791 році єпископом Гвадалахари з метою об'єднити функції лікарні і притулку для дітей, людей, що нездатні мешкати самостійно, та людей похилого віку. Назва походить від імені Хуана Руїса де Кабаньяс, призначеного єпископом Гвадалахари в 1796 році, у спорудженні комплексу брав участь відомий архітектор з Мехіко Мануель Тольса. Проект Тольси був заснований на зразках класичної архітектури, таких як Дім Інвалідів в Парижі та Ескоріал біля Мадриду. Будівлі формують прямокутний комплекс розмірами 164 на 145 м. Це одноповерхові споруди близько 7,5 м заввишки. Каплиця піднімається на 32,5 м. Комплекс був збудований одноповерховим «для полегшення пересування хворих, старих людей та дітей». Після смерті Кабаньяса в 1823 році будівництво все ще продовжувалося і було завершене в 1829 році. Хоча протягом короткого періоду в середині 19 століття комплекс служив казармами, госпіталь проіснував до 1980 року, коли туди переїхав Культурний Інститут Кабаньяса. В приміщеннях комплексу збереглися монументальні фрески Хосе Клементе Ороско, зокрема одна з його найкращих робіт, алегорія «Людина з вогню».